# Velgrem

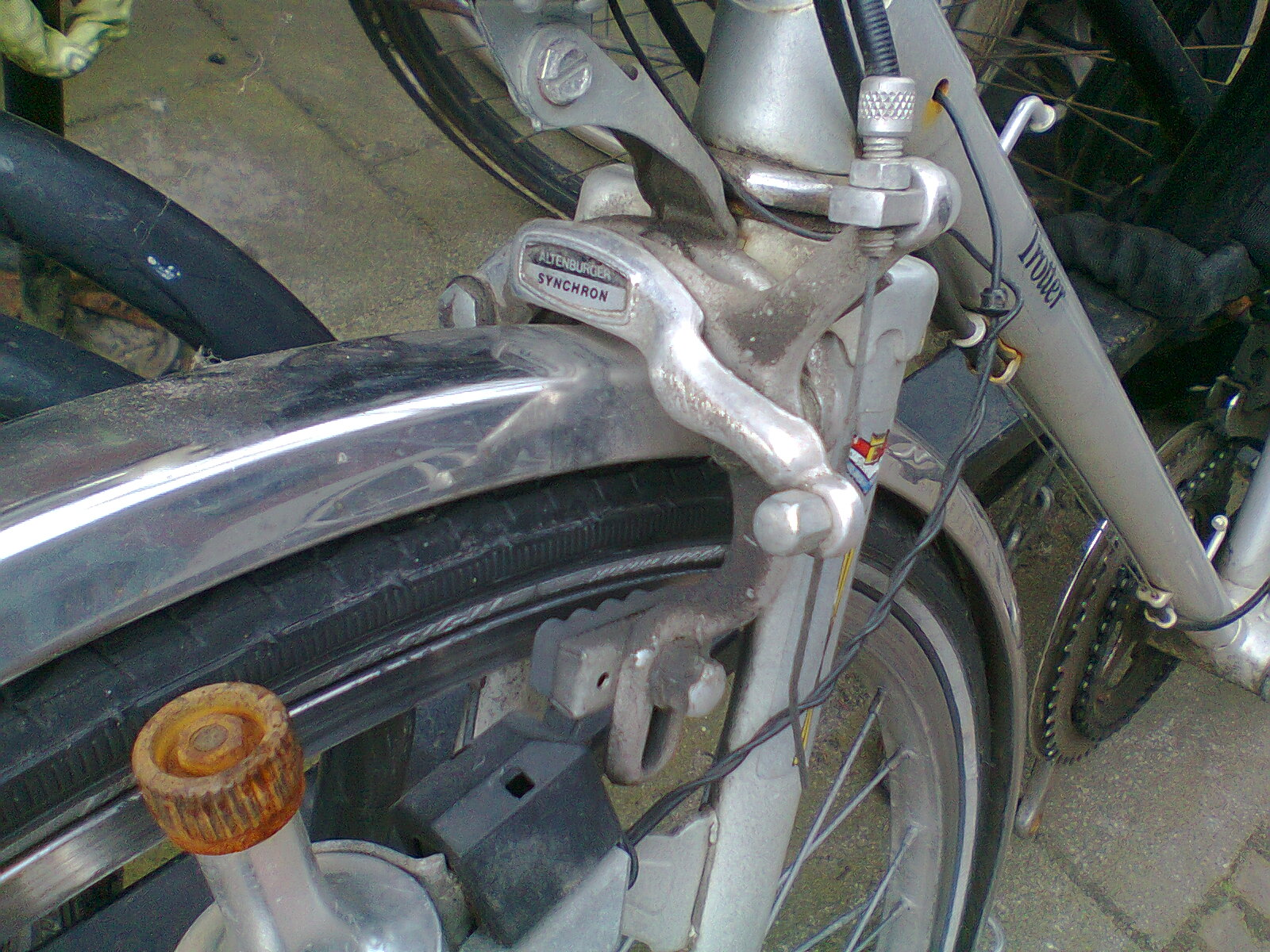
Velgrem op het voorwiel van een fiets

Een velgrem is een mechanisme waarmee de velg van een wiel wordt afgeremd door wrijving. Een hefboom of remhendel brengt via een staaf of een bowdenkabel kracht over op een hefboom die een remblokje tegen de velg drukt. Als materiaal voor remblokjes wordt doorgaans rubber gebruikt, of kurk voor wielen van koolstofvezel.
Fietsen waren aanvankelijk voorzien van remmen die op de buitenband drukten, met slijtage aan de band als gevolg. Velgremmen hebben dit nadeel niet. De constructie is eenvoudig, waardoor ze weinig gewicht toevoegen aan de fiets, en het onderhoud is simpel. Nadelen zijn dat de fiets ongelijkmatig remt als de velg niet recht meer is en dat een remblokje de neiging heeft te slippen op een natte velg. Doordat de velg dicht bij de bodem komt neemt hij gemakkelijk vuil, modder of sneeuw mee, wat de remwerking van de velgrem kan aantasten. Op duurdere fietsen worden doorgaans trommelremmen of schijfremmen gemonteerd.

## Motorfiets

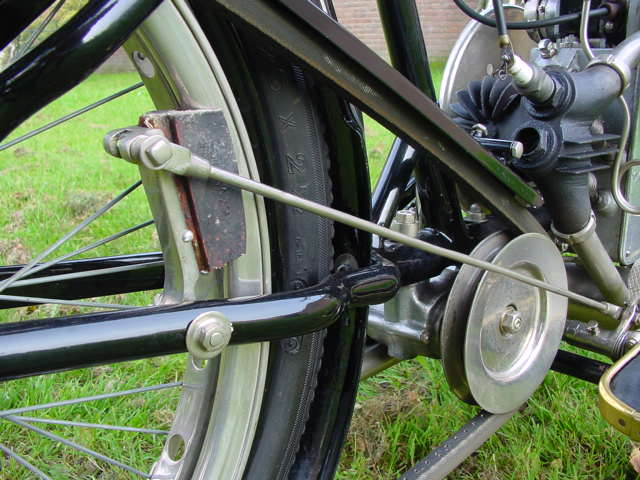
Velgrem op een Douglas 350 cc uit 1915

Velgremmen worden tegenwoordig voornamelijk op fietsen gebruikt. Vroeger werden ze ook op motorfietsen toegepast, met remblokjes van rubber of van hout.
De laatst bekende uitvoering van een velgrem op motorfietsen werd door Honda toegepast op de tweecilinder 50 cc racer (RC 113) in 1963. Het voordeel van een velgrem is dat er geen remschijf gemonteerd hoeft te worden, waardoor het onafgeveerd gewicht van het wiel afneemt. Desondanks is het systeem al vroeg in de motorhistorie in onbruik geraakt ten gunste van trommelremmen en schijfremmen.